# Marquis de Tombelaine
Marquis de Tombelaine, surnom de Joseph Marie Gauthier[réf. nécessaire] ou Gautier, aussi appelé Jean Le Déluge ou Ledéluge, peut-être né en 1853 à Saint-Brieuc et déclaré mort noyé le 30 mars 1892 à Saint-Broladre, est un pêcheur des environs du mont Saint-Michel. Son surnom vient de l'île de Tombelaine.

## Biographie
Des sources le disent né sous le nom de Gautier, en 1853 ou 1854, à Saint-Brieuc,. Il est rendu célèbre par l'exploitation touristique du mont Saint-Michel, notamment par les campagnes photographiques de Neurdein à partir de 1879, mais aussi par l'édition d'un guide touristique, Le Mont Saint-Michel et ses merveilles, publié sous son nom et régulièrement réédité pendant les premières décennies du XXe siècle.
Il meurt noyé au large du mont Saint-Michel, surpris par une grande marée due au mascaret,. Son corps est retrouvé le 30 mars 1892 sur la grève de Colombel, dans la commune de Saint-Broladre. L'acte de décès, rédigé le lendemain par le maire, indique : « Individu dit Jean Le Déluge, dit Jean de Tombelaine, âgé d'environ trente-neuf ans ». Après sa mort, il devient peu à peu l'incarnation de « l'enlisé », une figure emblématique du mont Saint-Michel, de nombreuses sources affirmant que Tombelaine est mort enlisé dans les grèves du mont Saint-Michel le 3 avril 1892.